# Adam Vinatieri

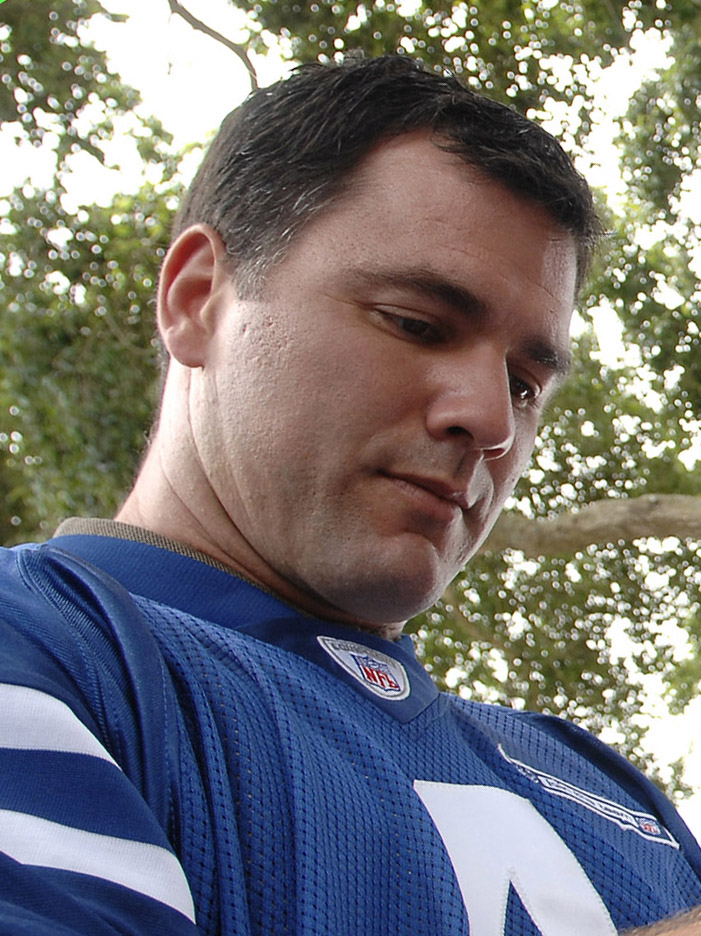

Adam Matthew Vinatieri (Yankton (South Dakota), 28 december 1972) is een voormalig Amerikaanse kicker voor de Indianapolis Colts. Hij speelde in het jaar 1995 voor de toen opgerichte Amsterdam Admirals en verloor daarmee de finale in hetzelfde jaar.

## Vinatieri bij de Patriots
Vinatieri werd in 1996 opgepikt door de New England Patriots. Hij speelde daar de eerste 10 jaar van zijn carrière, waarmee hij in 2001, 2003 en 2004 de Superbowl won.

## Vinatieri bij de Colts
Voor het seizoen van 2006 besloten de Patriots Vinatieri niet te behouden. De Colts besloten hem daarom op te pikken. Vinatieri speelde perfect, hij miste slechts 3 fieldgoals door het gehele seizoen. Met de Colts won hij ook in datzelfde jaar de Superbowl.

## Statistieken
| Seizoen | Fieldgoals | Punten |
| ------- | ---------- | ------ |
| 2006    | 25 van 28  | 113    |
| 2007    | 23 van 29  | 118    |
| 2008    | 20 van 25  | 103    |
| 2009    | 6 van 8    | 35     |